# Piletocera purpureofusa
Piletocera purpureofusa là một loài bướm đêm trong họ Crambidae.